# Magdalena Gryka
Magdalena Gryka est une joueuse allemande de volley-ball née le 28 mars 1994 à Białystok (Pologne). Elle mesure 1,78 m et joue au poste de passeuse. 

## Clubs
| Club                             | De           | À         |
| -------------------------------- | ------------ | --------- |
| VV Grimma                        | 2004-2005    | 2007-2008 |
| VC Olympia Dresden               | 2008-2009    | 2009-2010 |
| Dresdner SC                      | 2010-2011    | 2012-2013 |
| Impel Wrocław                    | 2013-2014    | 2015-2016 |
| BKS Stal Bielsko-Biała           | 2016-2017    | 2016-2017 |
| Azerrail Bakou                   | 2017-2018    | 2017-2018 |
| AZS KSZO Ostrowiec Świętokrzyski | janvier 2018 | mai 2018  |
| SC Potsdam                       | 2018-2019    | 2018-2019 |
| NawaRo Straubing                 | 2019-2020    | 2020-2021 |
| RR Vilsbiburg                    | 2021-2022    | 2021-2022 |
| Vandœuvre Nancy                  | 2022-2023    | en cours  |

## Palmarès
- Championnat d'Allemagne
  - Finaliste : 2012, 2013.
- Championnat de Pologne
  - Finaliste : 2014.

## Distinctions individuelles
en club :
- 2020-2021 : Bundesliga — Meilleure passeuse.